# Natascha Bub
Natascha Katja Bub (* 1967) ist eine deutsche Drehbuchautorin, Schriftstellerin und Schauspielerin.

## Biografie
Nach einer Schauspielausbildung von 1986 bis 1990 an der Hochschule der Künste Berlin und einem Studium an der Russischen Akademie für Theaterkunst in Moskau nahm Bub Engagements unter anderem in Berlin, Hamburg, Moskau und Saarbrücken an. Sie wirkte in Film- und Fernsehproduktionen mit und beschäftigt sich neben der Schauspielerei auch mit dem Schreiben von Drehbüchern. 2011/2012 nahm sie als eine von 5 Absolventen am Nürnberger Autorenstipendium teil und schrieb dort ihr Drehbuch „Das Licht der Welt“. Sie ist Mitglied im Deutschen Drehbuchverband. Im Jahr 2022 veröffentlichte Bub ihren ersten Roman Ein Bild von einer Frau, der eine fiktive Geschichte um Inge Feltrinelli und ihre Begegnung mit Ernest Hemingway erzählt.

## Theaterengagements (Auswahl)
- Hebbel am Ufer Berlin
- Sofiensäle Berlin
- Kampnagel Hamburg
- Staatstheater Saarbrücken
- Künstlerhaus Bethanien
- Theater Anatoli Wassiliev Moskau
- Freie Volksbühne Berlin

## Filmografie
- 1996: Unbeständig und kühl
- 1997: Tatort – Eiskalt
- 1998: Polizeiruf 110 – Rot ist eine schöne Farbe
- 2003: Kunden und andere Katastrophen (Fernsehserie, 10 Folgen)
- 2007: Wilsberg: Miss-Wahl
- 2007: Tatort – Liebeshunger
- 2008: Eschede Zug 884, Regie: Raymond Ley: Dokumentarfilm mit Spielszenen
- 2019: Der Usedom-Krimi – Strandgut

## Hörspiele
- 1989: Matthias Zschokke: Brut – Regie: Jörg Jannings (Hörspiel – RIAS Berlin)

## Bücher
- Ein Bild von einer Frau. List, Berlin 2022, ISBN 978-3-471-36036-1.